# Pfaffendorf (Gemeinde Rappottenstein)
Pfaffendorf ist eine Ortschaft und eine Katastralgemeinde der Gemeinde Rappottenstein im Bezirk Zwettl in Niederösterreich.

## Geschichte
Der Ort wurde 1371 zum ersten Mal schriftlich erwähnt. Im Jahr 1822 wurde der Ort als Dorf mit drei Häusern genannt, das nach Rappottenstein eingepfarrt war, wohin auch die Kinder eingeschult wurden. Die Herrschaft Rappottenstein besaß die Ortsobrigkeit, übte die Landgerichtsbarkeit aus, besorgte die Konskription und hatte die Grundherrschaft inne.
Mit der Aufhebung der Grundherrschaften wurde der Ort 1849 eine eigenständige Gemeinde (Pfaffendorf mit Graben) zu dieser zählten auch noch die Katastralgemeinde Grötschen sowie die Höfe Auhof, Felshof, Grubhöfe, Hagenhof, Katzenhof, Kollerhof, Lindenhof, Rohrhof, Schauerhof, Scheibenhof und Streith.
Laut Adressbuch von Österreich war im Jahr 1938 in der Ortsgemeinde Pfaffendorf ein Landwirt mit Direktvertrieb ansässig.
Am 1. Jänner 1967 wird die bis dahin selbständige Gemeinde nach Rappottenstein eingemeindet, bis 1970 trägt der Ort dann auch den Namen Rappottenstein-Pehendorf.

## Siedlungsentwicklung
Zum Jahreswechsel 1979/1980 befanden sich in der Katastralgemeinde Pfaffendorf insgesamt 25 Bauflächen mit 15.410 m² und 7 Gärten auf 1.466 m², 1989/1990 gab es 24 Bauflächen. 1999/2000 war die Zahl der Bauflächen auf 48 angewachsen und 2009/2010 bestanden 31 Gebäude auf 48 Bauflächen.

## Bodennutzung
Die Katastralgemeinde ist landwirtschaftlich geprägt. 129 Hektar wurden zum Jahreswechsel 1979/1980 landwirtschaftlich genutzt und 334 Hektar waren forstwirtschaftlich geführte Waldflächen. 1999/2000 wurde auf 109 Hektar Landwirtschaft betrieben und 351 Hektar waren als forstwirtschaftlich genutzte Flächen ausgewiesen. Ende 2018 waren 96 Hektar als landwirtschaftliche Flächen genutzt und Forstwirtschaft wurde auf 357 Hektar betrieben. Die durchschnittliche Bodenklimazahl von Pfaffendorf beträgt 14,5 (Stand 2010).